# František Seidel

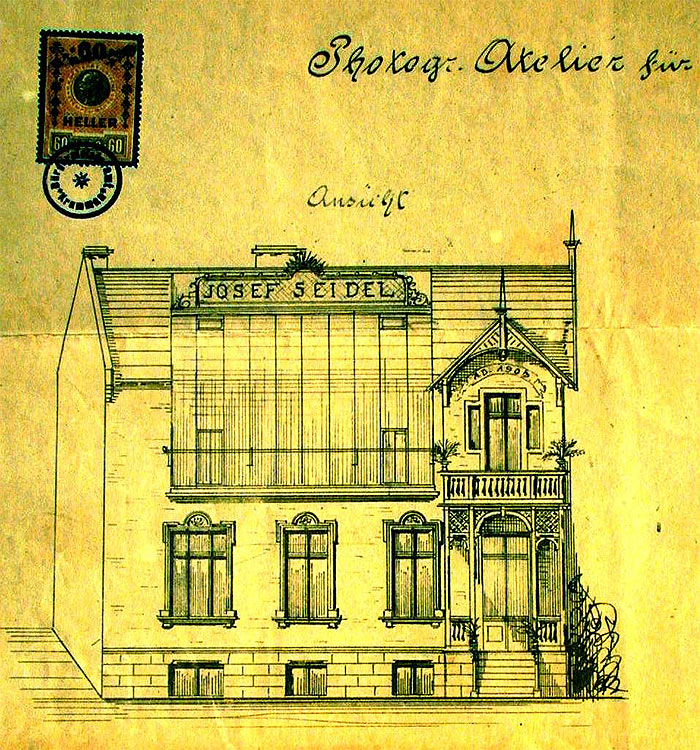
Seidelův dům s fotoateliérem – výřez původní projektové dokumentace z roku 1905

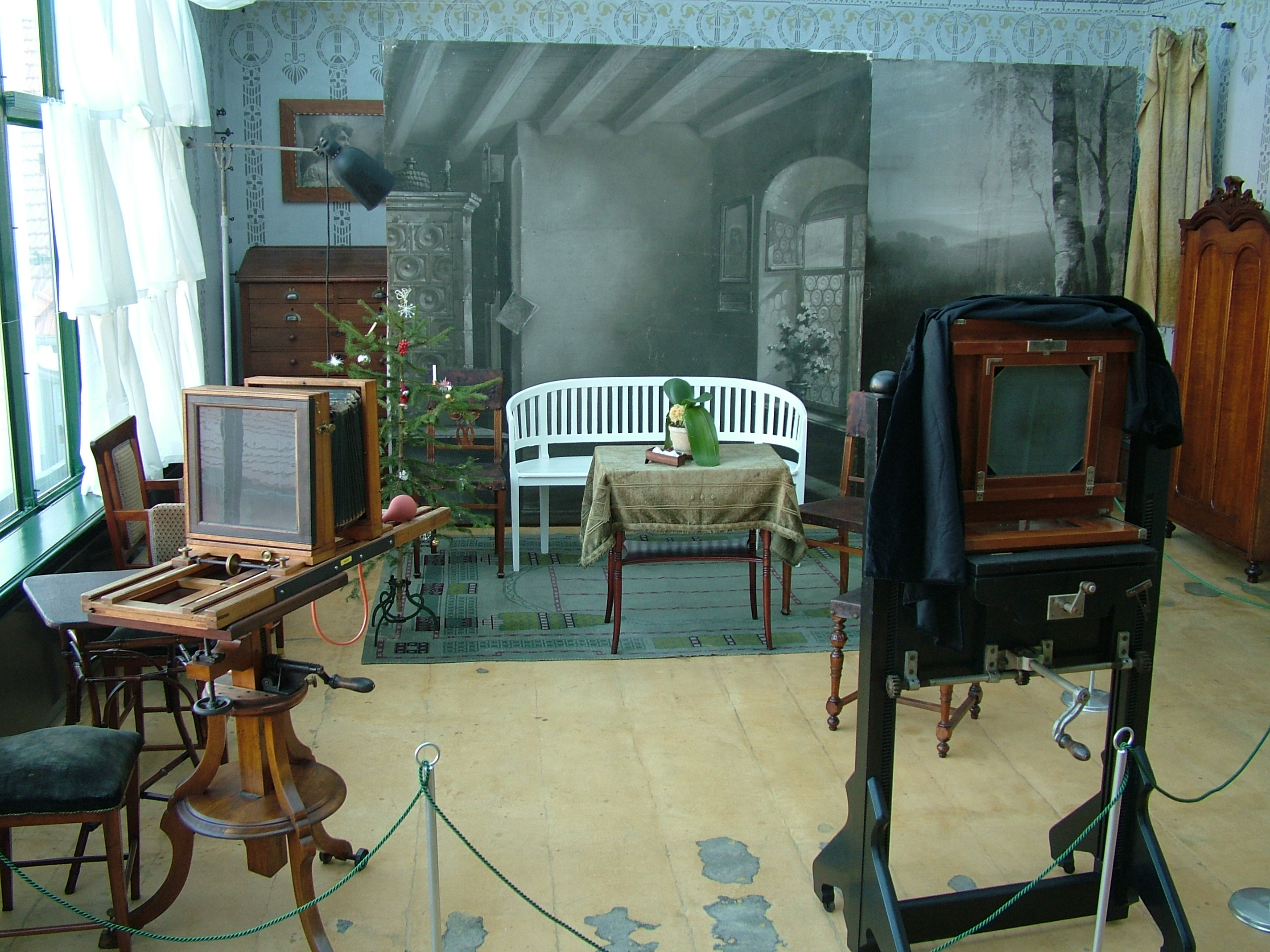
Seidelův fotoateliér po rekonstrukci v roce 2008

František Seidel (Franz Seidel) (21. května 1908, Český Krumlov – 7. ledna 1997, Český Krumlov) byl portrétní a krajinářský fotograf zachycující na svých snímcích především jihovýchodní část Šumavy a Pošumaví. Je též (spolu se svým otcem) označován za „obrazového kronikáře Šumavy“.

## Život
František Seidel se narodil 21. května 1908 v Českém Krumlově a stejně jako jeho otec Josef Seidel se i on stal fotografem. V roce 1935 převzal (ve věku 27 let) po otcově smrti (21. října 1935) zavedený fotoateliér v Českém Krumlově, který v té době dával obživu 11 zaměstnancům a byl rozdělený do třech oddělení (portrétní, amatérské a pohlednicové). František Seidel vedl rodinný podnik až do roku 1949, kdy byl fotoateliér zrušen.  Vydávání Seidlových fotografií a pohlednic s krajinnými motivy převzalo v 50. letech 20. století státní nakladatelství Orbis. Po zrušení živnosti pracoval František Seidel jako fotograf v komunálním podniku a do rodinného ateliéru se už nevrátil, pouze občas využíval (pro své soukromé potřeby) jeho fotokomoru. Jeho další životní osud nebyl lehký – během druhé světové války byl devět měsíců vězněn fašisty, po druhé světové válce byla část jeho rodiny (bratr a snoubenka) odsunuta do Německa (v roce 1945, čeští Němci) a poté byl perzekvován komunistickým režimem. Jeho snoubenka se mohla vrátit zpátky do Čech až po složitých jednáních v polovině 50. let 20. století, a to již bylo pozdě, aby spolu mohli mít děti. Spolu s manželkou Hildou účinkuje František Seidel v závěrečné "katarzní" části dokumentu Karla Vachka Co dělat? Cesta z Prahy do Českého Krumlova aneb Jak jsem sestavoval novou vládu z roku 1996. František Seidel zemřel 7. ledna 1997 v Českém Krumlově.

František Seidel na dobových fotografiích
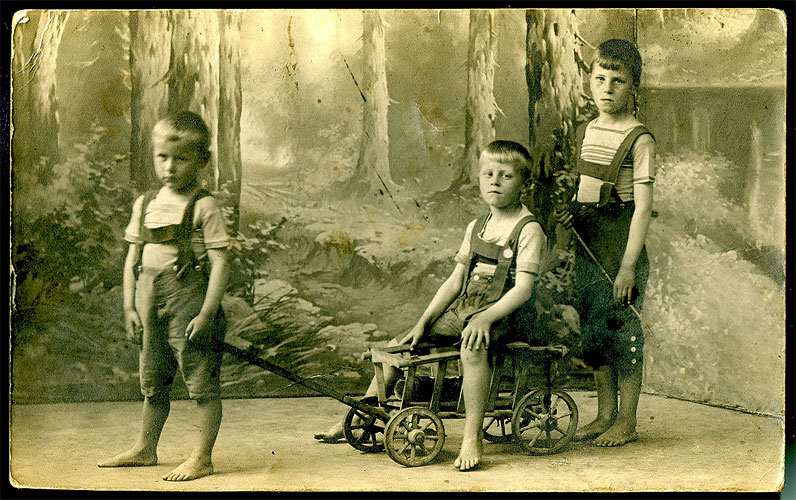
Se svými bratry na nedatovaném snímku; foto Josef Seidel
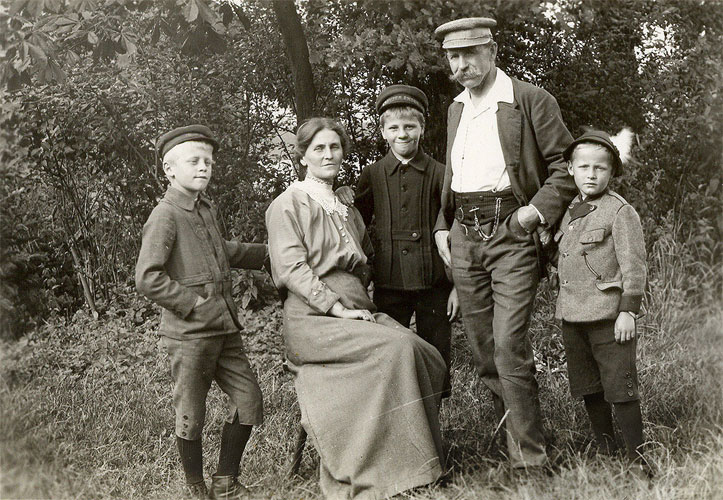
Se svými rodiči a bratry na zahradě u domu na nedatovaném snímku (po roce 1913); foto Josef Seidel